# Britta Arnold
Britta Arnold (* 1984) ist eine Berliner Techno-DJ und Musikproduzentin.
Britta Arnold wuchs in Ost-Berlin auf. Ab 2006 wurde sie als Musikproduzentin tätig. Sie wurde Mitglied des Kollektivs um die Bar 25, leitete das angeschlossene Musiklabel und wurde DJ. Nach Beendigung der Bar 25 wechselte sie in die Nachfolgeprojekte Kater Holzig und Kater Blau über. Größere Festivalauftritte hatte sie bei SonneMondSterne, Electro magnetic, Rock am Ring und Rock’n’Heim. Sie veröffentlicht unter anderem ihre Produktionen bei dem House-Label Katermukke.